# Aleksander Komorowski
Aleksander Komorowski herbu Korczak (zm. przed 4 listopada 1651 roku) – podsędek bełski od 1649 roku, wojski horodelski w latach 1635–1649.
Poseł Poseł sejmiku bełskiego na sejm koronacyjny 1649 roku.